# Kungariket Bayern

Kungariket Bayern år 1815 i det Tyska förbundet

Kungariket Bayern (tyska: Königreich Bayern) var en stat i Centraleuropa som fanns åren 1806–1918. Monarkin tillhörde huset Wittelsbach fram till dess avskaffande år 1918. Från år 1871 ingick Bayern som delstat med visst självbestämmande i Kejsardömet Tyskland. 

## Historia

### Bildande
Kungariket Bayern bildades mitt under Napoleonkrigen då Tysk-romerska riket höll på att lösas upp vilket möjliggjorde för de tyska furstarna att upphöja sig själva till kunglig värdighet, något som för Bayerns del bekräftats i freden i Pressburg 1805. Kurfurste Maximilian IV Josef av Bayern från huset Wittelsbach utropade sig den 1 januari 1806 till kung av Bayern, som Maximilian I Josef av Bayern. I juli 1806 inträdde Bayern i Rhenförbundet och landets allians med Franska kejsardömet varade fram till 1813 då man efter slaget vid Leipzig bytte sida till sjätte koalitionen.
De flesta av Bayerns moderna gränser drogs 1814 som en följd av freden i Paris 1814 där Bayern avträdde grevskapet Tyrolen och Vorarlberg till Kejsardömet Österrike medan man fick Aschaffenburg och delar av Hessen-Darmstadt. Religiös tolerans i riket fastställdes genom det bayerska religionsediktet från 1803 som tillerkände trosbekännare av luthersk, reformert och romersk-katolsk kristendom lika rättigheter.

### Del av Tyska riket
Från och med Tysklands enande år 1871 blev Kungariket Bayern en del av det nyutropade Tyska riket och var dess näst största delstat efter det dominerande Kungariket Preussen.
Befolkningen nästan fördubblades under 1800-talets gång från 3 707 966 år 1818, 4 370 977 år 1840 till 6 176 057 år 1900.

## Kungar av Bayern
| Nr | Porträtt | Namn                           | Regeringstid | Regeringstid | Gemål                                                    | Anmärkning                                                                                       | Not         |
| Nr | Porträtt | Namn                           | Från         | Till         | Gemål                                                    | Anmärkning                                                                                       | Not         |
| -- | -------- | ------------------------------ | ------------ | ------------ | -------------------------------------------------------- | ------------------------------------------------------------------------------------------------ | ----------- |
| 1  |          | Maximilian I Josef (1756–1825) | 1806         | 1825         | Augusta av Hessen-Darmstadt (död 1796) Karolina av Baden | Hertig av Pfalz-Zweibrücken 1795–1806 Kurfurste av Bayern 1799–1806 Kurfurste av Pfalz 1799–1866 | [ 4 ]       |
| 2  |          | Ludvig I (1786–1868)           | 1825         | 1848         | Therese av Sachsen-Hildburghausen                        | Abdikerade 1848 till förmån för äldste sonen                                                     | [ 5 ]       |
| 3  |          | Maximilian II (1811–1864)      | 1848         | 1864         | Maria av Preussen                                        |                                                                                                  | [ 6 ]       |
| 4  |          | Ludvig II (1845–1886)          | 1864         | 1886         | Ogift                                                    | Förklarad som sinnessjuk en dag innan dödsfallet                                                 | [ 7 ]       |
| 5  |          | Otto I (1848–1916)             | 1864         | 1916         | Ogift                                                    | Förklarad som sinnessjuk 1886 Farbrodern prins Luitpold styrde som prinsregent 1886–1912         | [ 8 ] [ 9 ] |
| 6  |          | Ludvig III (1845–1921)         | 1916         | 1918         | Maria Teresia av Österrike-Este                          | Prinsregent 1912–1916 Abdikerade 1918                                                            | [ 10 ]      |

## Författning och statsförvaltning
Kungariket Bayerns författning från 1818 fastslog en konstitutionell monarki och införde flera rättigheter till borgerligheten. Författningen införde också en folkrepresentation vilket skilde sig radikalt från den föregående 1808 års författning. Bayerska ståndsförsamlingen (tyska: Bayerische Ständeversammlung) bestod av ett tvåkammarsystem. Överhuset, Riksrådens kammare, bestod av adel, prästerskap, höga regeringsföreträdare och kungligt utsedda ledamöter. Underhuset, Deputeradekammaren, bestod fram till revolutionsåret 1848 av ledamöter varav en åttondel adliga, en åttondel präster, en fjärdedel från större byar och städer, hälften övriga och därtill en ledamot för varje universitet i riket. Efter 1848 omorganiserades parlamentet till Bayerska lantdagen och underhuset bestod istället av en ledamot per 31 500 invånare. Rösträtt till underhuset gavs enligt ett censusvalsystem efter beskattad egendom och egendomslösa saknade därmed helt representation.
Ministären bestod av 7 ministrar som utsågs enrådigt av kungen. Alla kungens statshandlingar skulle undertecknas av en minister för att äga giltighet.

## Administrativ indelning
- Regioner (1806–1837):

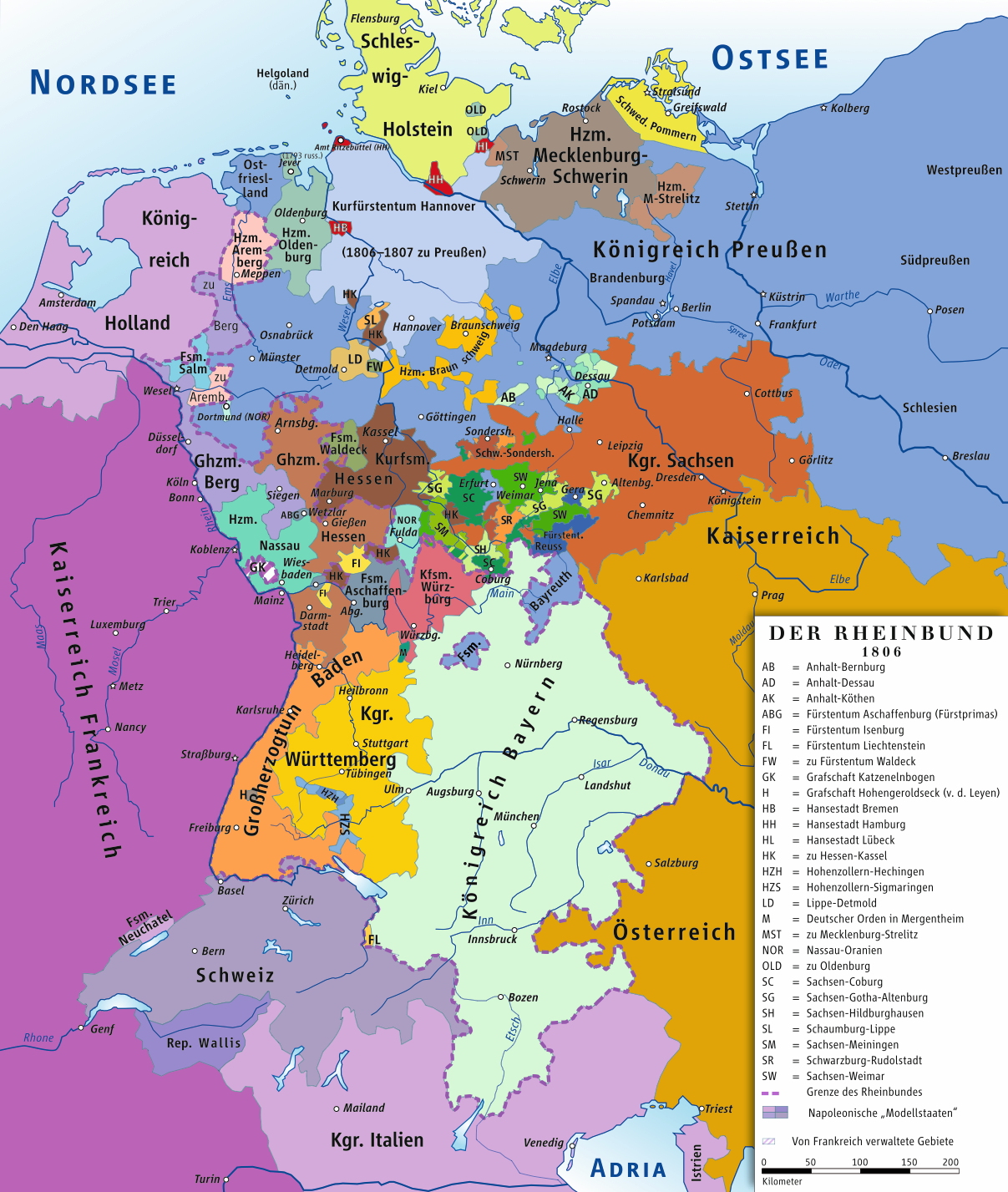
Kungariket Bayern inom Rhenförbundet 1806, inklusive Tyrolen.

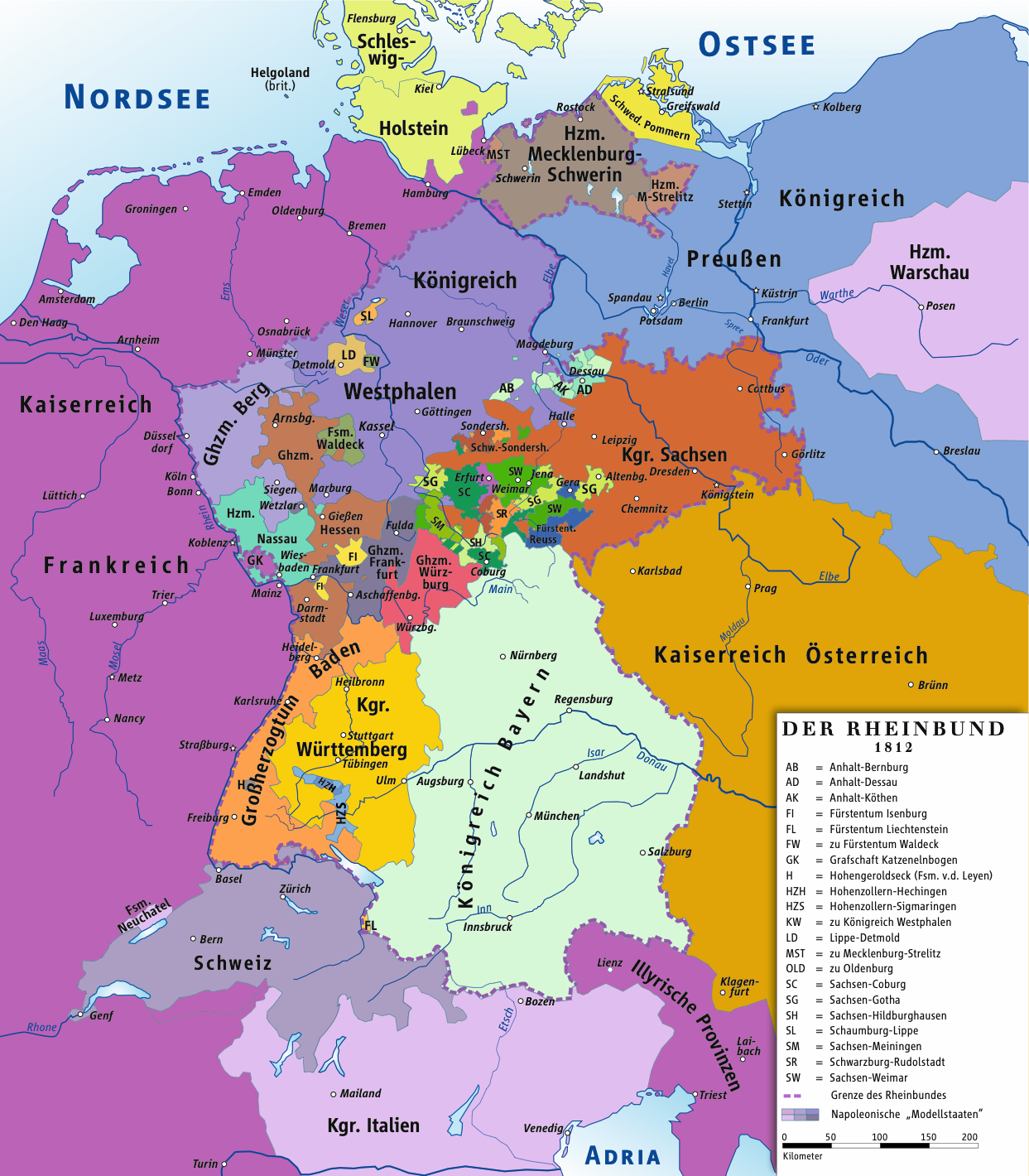
Kungariket Bayern inom Rhenförbundet 1812, inklusive Salzburg.

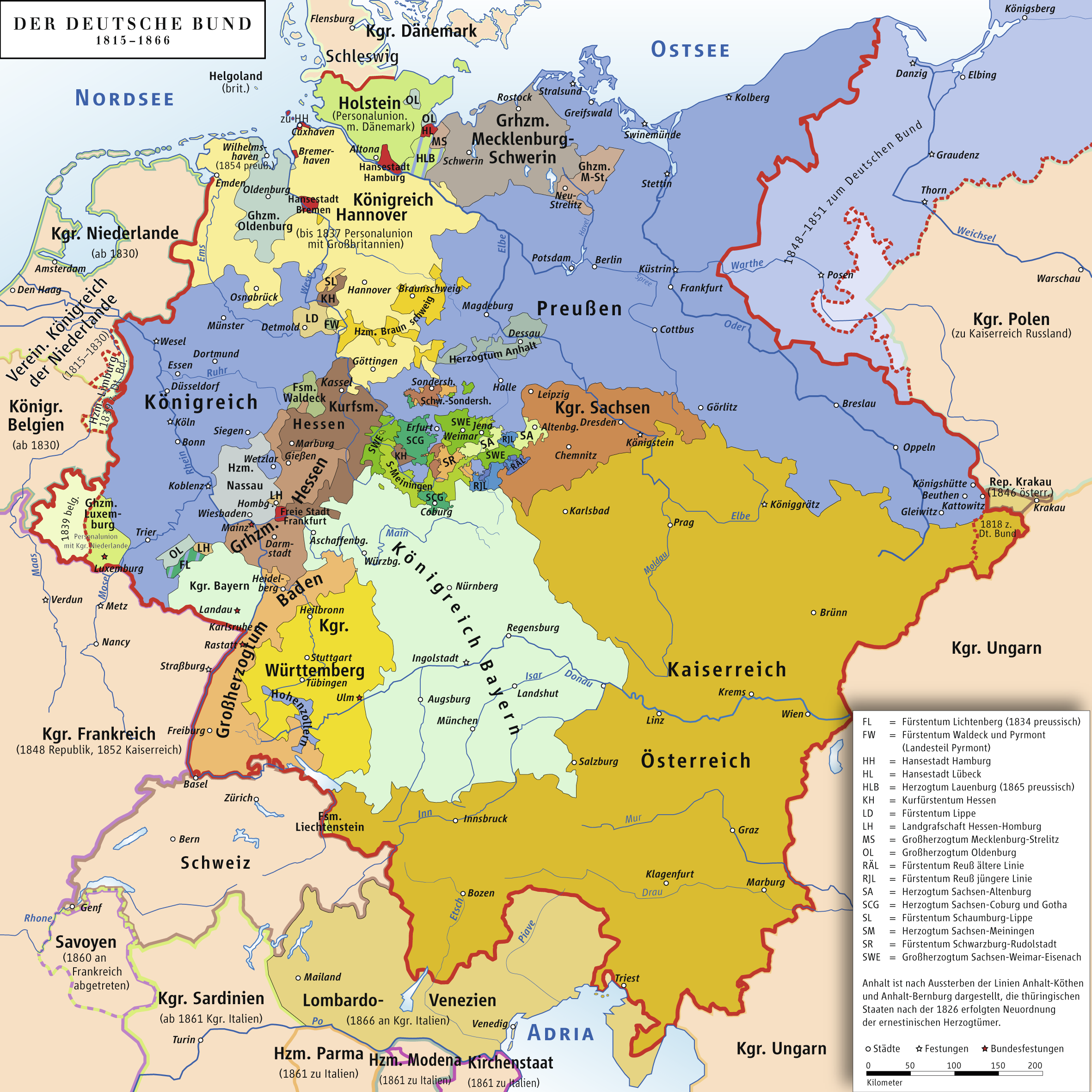
Kungariket Bayern inom Tyska förbundet 1816, inklusive Rheinland-Pfalz.

1. Altmühlkreis (1806–1810 / upplöst)
2. Eisackkreis (1806–1810 / överfört till Italien)
3. Etschkreis (1806–1810 / överfört till Italien)
4. Illerkreis (1806–1817 / upplöst)
5. Innkreis (1806–1814 / överfört till Österrike)
6. Isarkreis (1806–1837 / omvandlat till Övre Bayern)
7. Lechkreis (1806–1810 / upplöst)
8. Mainkreis (1806–1837 / omvandlat till Övre Franken)
9. Naabkreis (1806–1810 / upplöst)
10. Oberdonaukreis (1806–1837 / omvandlat till Nedre Bayern)
11. Pegnitzkreis (1806–1810 / upplöst)
12. Regenkreis (1806–1837 / omvandlat till Övre Pfalz)
13. Rezatkreis (1806–1837 / omvandlat till Mellersta Franken)
14. Rheinkreis (1815–1837 / omvandlat till Palatinate)
15. Salzachkreis (1810–1815 / överfört till Österrike)
16. Unterdonaukreis (1806–1837 / omvandlat till Schwaben)
17. Untermainkreis (1817–1837 / omvandlat till Nedre Franken)

- Regioner (1837–1918):

1. Övre Franken (tyska: Oberfranken) (Huvudstad: Bayreuth)
2. Mellersta Franken (Mittelfranken) (Huvudstad: Ansbach)
3. Nedre Franken (Unterfranken) (Huvudstad: Würzburg)
4. Schwaben (Schwaben) (Huvudstad: Augsburg)
5. Pfalz (Pfalz) (Huvudstad: Speyer)
6. Övre Pfalz (Oberpfalz) (Huvudstad: Regensburg)
7. Övre Bayern (Oberbayern) (Huvudstad: München)
8. Nedre Bayern (Niederbayern) (Huvudstad: Landshut)